# Curvatura major
Curvatura major eller stora magsäckskröken är den längre radien hos magsäcken. På vidstående illustration är den märkt som nummer 2.

1. fundus 2. curvatura major
3. corpus 4. antrum pyloricum
5. canalis pyloricus 6. pylorus sfinktern
7. incisura angularis 8. curvatura minor
9. rugae E. esofagus
D. duodenum (bulbus och lite av den nedåtstigande delen).